# デビッド・ムーアクロフト
デビッド・ムーアクロフト (David Moorcroft、1953年4月10日-)は、イギリスの元陸上競技選手である。1970年代後半から1980年代にかけて活躍した中距離選手であり、1982年には5000mで13分00秒41の世界新記録を樹立した。
オリンピックにはモントリオール・モスクワ・ロサンゼルスの3度にわたって出場。1976年モントリオールオリンピック1500mでは3分40秒の記録で7位入賞の成績を残した。1980年モスクワオリンピックでは5000mに出場し準決勝敗退、1984年ロサンゼルスオリンピックでも5000mに出場し14位となった。

## 主な実績
| 年   | 大会                   | 場所                         | 種目  | 結果 | 記録     |
| ---- | ---------------------- | ---------------------------- | ----- | ---- | -------- |
| 1978 | ヨーロッパ陸上選手権   | プラハ（チェコスロバキア）   | 1500m | 銅   | 3:36.70  |
| 1978 | コモンウェルスゲームズ | エドモントン（カナダ）       | 1500m | 金   | 3:35.5   |
| 1982 | ヨーロッパ陸上選手権   | アテネ（ギリシャ）           | 5000m | 銅   | 13:30.42 |
| 1982 | コモンウェルスゲームズ | ブリスベン（オーストラリア） | 5000m | 金   | 13:33.00 |

## 記録
- 3000m - 7分32秒79（1982年）全英記録
- 5000m - 13分00秒41（1982年）